# 丹尼尔·比格姆
丹尼尔·比格姆（英語：Daniel Bigham，1991年10月2日—），英国男子自行车运动员，2019年世界公路自行车锦标赛混合团体计时赛接力铜牌得主、2022年世界场地自行车锦标赛男子团体追逐赛金牌得主。